# Raddea anaxia
Raddea anaxia är en fjärilsart som beskrevs av Charles Boursin 1963. Raddea anaxia ingår i släktet Raddea och familjen nattflyn. Inga underarter finns listade.